# 戈代奇
戈代奇是保加利亞西部索菲亞州戈代奇市鎮的城鎮及行政中心，距離首都索菲亞50公里，毗鄰與塞爾維亞接壤的邊境，位於塞爾維亞以東20公里，海拔高度692米，受大陸性氣候影響，2006年人口4,663，居民主要信奉東正教。

## 外部連結
- Pictures from Godech （页面存档备份，存于）